# Završnica (jezero)
Akumulacijsko jezero HE Završnica (tudi Završniško jezero) je akumulacijsko, umetno zajezen potok v dolini Završnice pod Stolom (2236 m) v Karavankah. Je v bližini naselja Moste v občini Žirovnica, polni pa ga potok Završnica, ki izvira na Zelenici pod Stolom. Leži na nadmorski višini 640 m, ima površino 2,5 ha in največjo globino 10 m. V njem kopanje ni dovoljeno: jezero je bilo urejeno leta 1914 zaradi potrebe akumulacije vode za hidroelektrarno Završnica, ki je bila prva javna hidroelektrarna v Sloveniji.

## Tehnični muzej Završnica
Tehnični muzej Završnica, nekoč HE Završnica, je bila prva slovenska javna elektrarna. Z gradno so pričeli leta 1911. 25. februarja 1915 je prvič oddala električno energijo v omrežje. Elektrarna je neprekinjeno delovala 90 let. Kot spomenik tehniške kulture so objekt in naprave obnovile Savske elektrarne Ljubljana in ga leta 2005 odprle za javnost.
Proizvodnjo električne energije je leta 1952 prevzela Hidroelektrarna Moste, prva elektrarna na reki Savi, ki izkorišča tudi vodno zajetje nekdanje HE Završnica. Ogled obeh elektrarn poteka v spremstvu strokovnega vodnika.
HE Završnica sestavljajo: pregrada v dolini Završnice, ki ustvarja akumulacijsko jezero. Na levem bregu je stolpno zajetje z zapornicami z grobimi grabljami. Derivacijski tlačni rov višine 2 m in dolžine 800 m je speljan do vodostana, ki je nad naseljem Žirovnica in s svojim zanimivim, daleč opaznim pročeljem predstavlja markantno podobo v veduti Žirovnice. V 16 metrov visok železobetonski vodni zadrževalnik, ki mu domačini pravijo waseršlus, voda priteka iz jezera v Završnici in odteka po 900 m dolgi cevi v strojnico elektrarne. Strojnica stoji v dolini reke Save, neposredno ob strojnici HE Moste. Prvotno sta bila instalirani dve Peltonovi turbini, ki sta danes na ogled v tehničnem muzeju Završnica.